# Елм-Сіті (Північна Кароліна)
Елм-Сіті (англ. Elm City) — місто (англ. town) в США, в окрузі Вілсон штату Північна Кароліна. Населення — 1218 осіб (2020).

## Географія
Елм-Сіті розташований за координатами 35°48′32″ пн. ш. 77°51′44″ зх. д. / 35.80889° пн. ш. 77.86222° зх. д. (35.808790, -77.862156).  За даними Бюро перепису населення США в 2010 році місто мало площу 2,00 км², уся площа — суходіл.

## Демографія
Згідно з переписом 2010 року, у місті мешкало 1298 осіб у 555 домогосподарствах у складі 362 родин. Густота населення становила 647 осіб/км².  Було 639 помешкань (319/км²).
Расовий склад населення:
| - 56,1 % — чорних або афроамериканців - 40,2 % — білих - 0,8 % — корінних американців - 0,1 % — азіатів - 1,5 % — осіб інших рас |

До двох чи більше рас належало 1,2 %. Частка іспаномовних становила 4,0 % від усіх жителів.
За віковим діапазоном населення розподілялося таким чином: 19,4 % — особи молодші 18 років, 65,0 % — особи у віці 18—64 років, 15,6 % — особи у віці 65 років та старші. Медіана віку мешканця становила 47,1 року. На 100 осіб жіночої статі у місті припадало 83,1 чоловіків;  на 100 жінок у віці від 18 років та старших — 79,1 чоловіків також старших 18 років.
Середній дохід на одне домашнє господарство  становив 41 596 доларів США (медіана — 35 208), а середній дохід на одну сім'ю — 49 588 доларів (медіана — 41 375). Медіана доходів становила 34 306 доларів для чоловіків та 30 543 долари для жінок. За межею бідності перебувало 25,8 % осіб, у тому числі 48,6 % дітей у віці до 18 років та 11,3 % осіб у віці 65 років та старших.
Цивільне працевлаштоване населення становило 726 осіб. Основні галузі зайнятості: освіта, охорона здоров'я та соціальна допомога — 21,3 %, мистецтво, розваги та відпочинок — 14,5 %, роздрібна торгівля — 13,6 %.